# Cylindromyia nana
Cylindromyia nana är en tvåvingeart som först beskrevs av Townsend 1915.  Cylindromyia nana ingår i släktet Cylindromyia och familjen parasitflugor. Inga underarter finns listade i Catalogue of Life.